# Timea tethya
Timea tethya är en svampdjursart som först beskrevs av de Laubenfels 1954.  Timea tethya ingår i släktet Timea och familjen Timeidae. Inga underarter finns listade i Catalogue of Life.